# Skadi

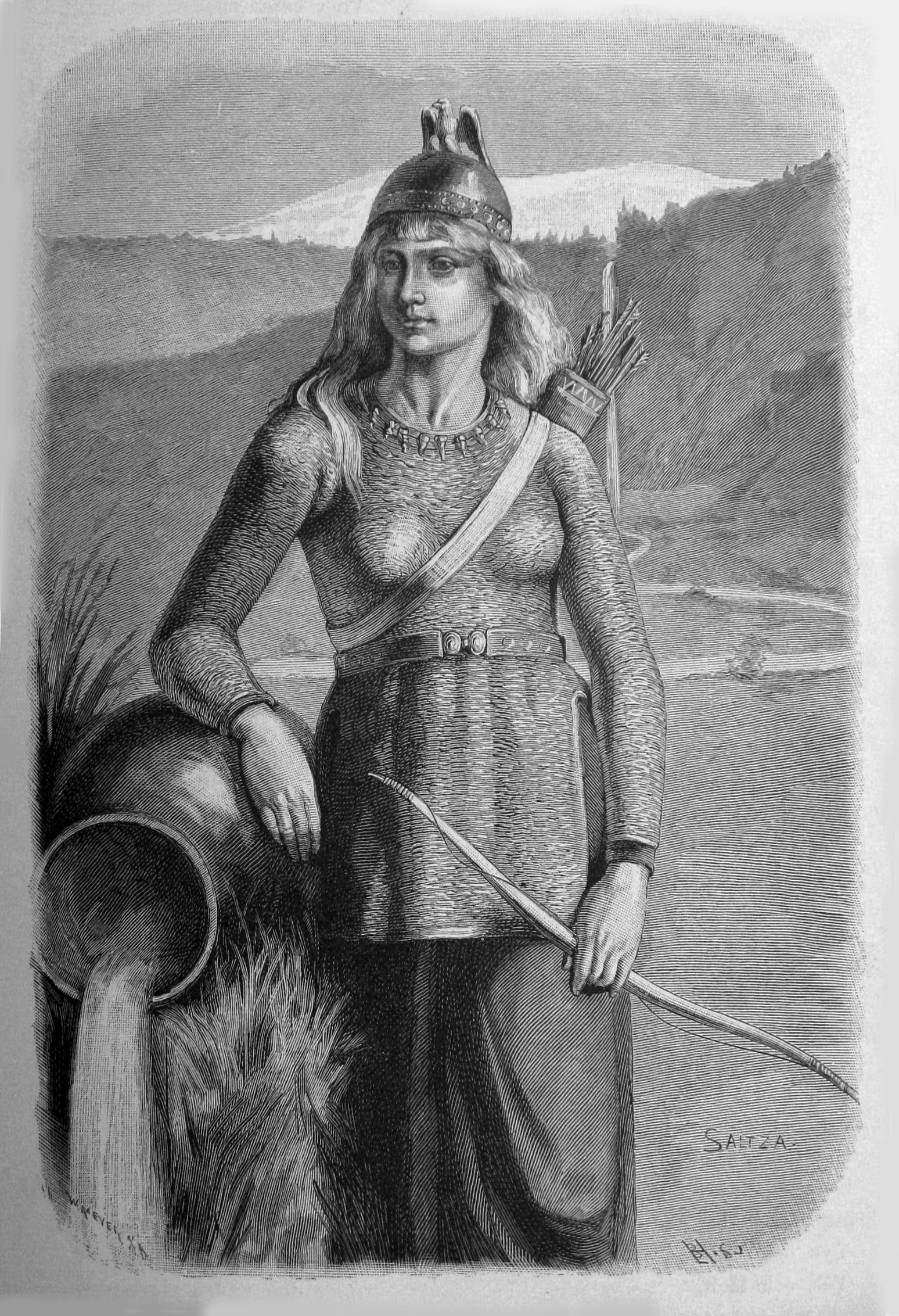
Lithographie von Carl Fredrik von Saltza (1858–1905)

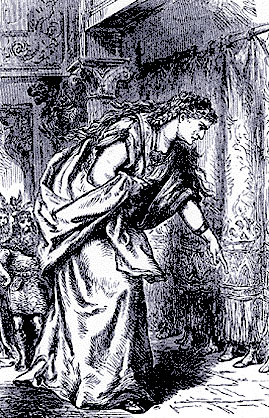
Skadi sucht sich einen Gatten aus nach dessen Füßen

Skadi (altnordisch Skaði), oder auch Skade, ist in der nordischen Mythologie die Göttin der Jagd und des Winters, nach der möglicherweise Skandinavien benannt ist.
Nachdem die Götter ihren Vater Thiazi getötet hatten, reiste Skadi nach Asgard, um seinen Tod sühnen zu lassen. Sie verlangte einen Ehemann sowie, dass sie zum Lachen gebracht werde. Die erste Bitte wurde ihr unter der Voraussetzung, ihren Zukünftigen nur anhand seiner Füße auszuwählen, gewährt. So wählte Skadi Njörðr anhand seiner Füße aus, obwohl sie auf Balder hoffte. Die zweite Bitte wurde ihr von Loki erfüllt, der sie mit einer Ziege zum Lachen brachte. Er band seine Hoden mit einem Band am Kinnbart der Ziege fest und begann eine Art „Tauziehen“. Überwältigt von diesem albernen Anblick, brach Skadi in schallendes Gelächter aus. Damit war sie mit den Asen versöhnt. Odin selbst tat Überbuße, indem er ihres Vaters Augen an den Himmel warf, wo sie fortan als zwei Sterne funkelten.
Die Ehe mit Njörðr ging nicht gut – Skadi liebte die Berge, Njörd das Meer. So vereinbarten sie, jeweils 9 Nächte an einem Ort zu verbringen, jedoch war diese Lösung nicht von Erfolg. Skadi störte sich am Geschrei der Meeresvögel, Njörd am Wolfsgeheul. So ging Skadi zurück nach Thrymheim, wo sie gerne mit dem Bogen auf die Jagd ging.
Später befestigte sie eine Giftschlange über Lokis Haupt, da dieser sie in üblen Schmähreden beschimpfte. Mit Odin soll sie den norwegischen König Säming gezeugt haben.
Da Skadi von den Skalden auch »Skigöttin« (öndurdís) genannt wird, der Gott Ullr dagegen »Skigott« (önduráss), wird vermutet, dass beide ein Paar, entweder Geschwister oder auch ein Ehepaar, waren, doch fehlen literarische Zeugnisse für diese Annahme.